# Rhadinothamnus rudis
Rhadinothamnus rudis är en vinruteväxtart. Rhadinothamnus rudis ingår i släktet Rhadinothamnus och familjen vinruteväxter.

## Underarter
Arten delas in i följande underarter:
- R. r. amblycarpus
- R. r. linearis
- R. r. rudis